# Швидкісна дорога S79 (Польща)
Швидкісна дорога S79 – швидкісна дорога у Варшаві. Це сполучення між вул. Маринарська та Південна кільцева дорога Варшави, таким чином створюючи сполучення між аеропортом імені Шопена та швидкісною кільцевою дорогою.
Дорога S79 у майбутньому має стати частиною маршруту NS, полегшуючи виїзд із міста на трасу S7.
У жовтні 2019 року відрізок дороги між проспектом Пілсудського легіонів і вулицею Сасанки отримав назву вулиця Пілотів.

## Будівництво
10 серпня 2009 року GDDKiA підписала з консорціумом TEERAG-ASDAG POLSKA Sp. z o. o /Intop Tarnobrzeg Sp. z o. o. контракт на будівництво швидкісної дороги S2 на ділянці від розв’язки Аеропорт до розв’язки Пулавська (приблизно 2,5 км) разом зі сполученням аеропорту до розв’язки Маринарська S79 (5 км). Будівельні роботи розпочалися 16 вересня 2009 року. Загальна вартість будівництва траси S79, включаючи ділянку траси S2, запланована на рівні 1,123 мільярда злотих.